# Union Sportive Sporting Club Témouchent
Pour les articles homonymes, voir USSCT.
Maillots
L'Union Sportive Sporting Club Témouchent (en arabe : الاتحاد الرياضي سبورتينغ تيموشنت), plus couramment abrégé en USSC Témouchent, est un club algérien de football fondé en 1905 puis dissout en 1962, et situé dans la ville d'Aïn Témouchent.
Il évoluait au stade municipal d'Aïn Témouchent.

## Histoire
L'Union Sportive Sporting Club Témouchent est créée en 1905 dans la ville d'Aïn Témouchent, par des colons européens qui étaient des amateurs de sport et de football. 
Le club participe au Championnat de France amateur de football 1961-1962, dans le groupe d'Algérie.

## Palmarès
| Compétitions nationales |
| --- |
| - Ligue d'Oran de Football Association ,: - Division d'honneur - Champion : 1961 - Vice-champion : 1953 et 1954 - Coupe d'Afrique du Nord (1) : - Vainqueur : 1954 |

### Classement en championnat d'Oranie par année
- 1920-21 :
- 1921-22 :
- 1922-23 :
- 1923-24 :
- 1924-25 :
- 1925-26 :
- 1926-27 :
- 1927-28 :
- 1928-29 :
- 1929-30 :
- 1930-31 :
- 1931-32 :
- 1932-33 :
- 1933-34 :
- 1934-35 :
- 1935-36 :
- 1936-37 :
- 1937-38 :
- 1938-39 :
- 1939-40 :
- 1940-41 :
- 1941-42 :
- 1942-43 :
- 1943-44 :
- 1944-45 :
- 1945-46 :
- 1946-47 : Promotion d'Honneur, 3e
- 1947-48 : Promotion d'Honneur, ?e
- 1948-49 : Promotion d'Honneur, ?e
- 1949-50 : Promotion d'Honneur, 7e
- 1950-51 : Promotion d'Honneur, ?e
- 1951-52 : Promotion d'Honneur, ?e
- 1952-53 : Division d'Honneur, 2e
- 1953-54 : Division d'Honneur, 2e
- 1954-55 : Division d'Honneur, ?e
- 1955-56 : Division d'Honneur, ?e
- 1956-57 : Division d'Honneur, ?e
- 1957-58 : Division d'Honneur, ?e
- 1958-59 : Division d'Honneur, ?e
- 1959-60 : Division d'Honneur, ?e
- 1960-61 : Division d'Honneur, 1re  Champion
- 1961-62 : CFA Algérie, ?e Compétition arrêter

## Anciens joueurs
Quelques joueurs qui ont marqué l'histoire de l'Union Sportive Sporting Témouchent.
- Sauveur Rodriguez
- Pierre Vissus
- Belkacem Baghli
- Iglesias M. Lopez
- Antonio Garcia
- Jean Garcia
- Benyebka Sabi
- André Gonzalvès
- Samuel Mimoun
- Jean Albin
- Salem Mohamed
- Toto Bénitez
- Grégoire Martinez

## Personnalités du club

### Président du Club
- Henri Danthon
- Joseph Miquel
- Léopold Orsero
- Louis Hip
- Victor Sommazi
- Albert Feijoo
- Edouard Jouguet
- Docteur Bonafos
- Albert Barret
- Armand Orsero

### Entraîneur du Club
- Sauveur Rodriguez